# Nagy Miklós Kund
Nagy Miklós Kund, betűjegyei: NMK, (Nagyenyed, 1943. december 6. –) erdélyi magyar publicista, szerkesztő, művészeti író, műfordító.

## Életútja
Szülővárosában a Bethlen Gábor Kollégiumban érettségizett (1961), a Marosvásárhelyi Pedagógiai Főiskolán román-magyar szakos (1965), majd a Kolozsvári Babes-Bolyai Tudományegyetem Filológia Karán magyar-francia szakos (1973) tanári diplomát szerzett.
Tanár Szentgericén (1965–68), majd riporter, szerkesztő, kulturális osztályvezető a Marosvásárhelyi Rádió magyar adásánál (1968–1985), ahol elsősorban az irodalom és a művészetek népszerűsítésével foglalkozott. Fontosabb műsorai: Irodalmi és művészeti Napló, Rádiószínház, Megy a magnó vándorútra interjúsorozat, Rádiókabaré, Vers mindenkinek, Vendégkönyv, Meghívottak klubja.
A Marosvásárhelyi Rádió magyar adásának megszűnése után könyvtáros a Maros Megyei Könyvtárban (1985), majd szerkesztő a Vörös Zászló megyei napilapnál (1985–1989). Az 1990-ben újraindított Marosvásárhelyi Rádió munkatársa, a felújított Kemény Zsigmond Társaság egyik alapító tagja, a Videóklip Stúdió riportere, dokumentumfilmese. 1994-ben a II. marosvásárhelyi rövidfilmfesztivál Alternativa c. háromnyelvű alkalmi lapját szerkeszti. Rádiószínházi produkciók, hangjátékok, tévés összeállítások, kabaréjelenetek szerzője.
1990-től a marosvásárhelyi Népújság belső munkatársa: művelődési rovatvezető, 1991 decemberétől főszerkesztő-helyettes, majd főszerkesztő 2012-ig. 1991-től – nyugdíjasként is – szerkeszti a lap heti irodalmi-művészeti mellékletét, a 2016-ban már 25 éves Múzsát. Óraadó tanár a Marosvásárhelyi Művészeti Egyetemen (1999–2003) és a Sapientia Erdélyi Magyar Tudományegyetemen (2004–2007). Számos romániai és külföldi lap, folyóirat közölte írásait, számtalan televíziós interjú, riport, valamint fordítások (román-magyar, ill. magyar-román) is fűződnek a nevéhez.
1990-től a Magyar Újságírók Romániai Egyesülete (MÚRE), továbbá a Népújság Alapítvány tagja, 2002-től az E-MIL, az Erdélyi Magyar Írók Ligájának tagja. 1995-től a Dr. Bernády György Közművelődési Alapítvány kuratóriumi alelnöke, a névadó hagyatékát ápolva a Bernády Ház rendezvényeinek műsorvezetője, házigazdája, a Bernády Napok szervezője. 2000-től a Helikon-Kemény János Alapítvány alelnöke, rendezvényeinek és a Marosvécsi Találkozóknak egyik szervezője. A Lorántffy Zsuzsanna Egyesület, a Marx József fotóklub és más hasonló tömörülések rendezvényeinek gyakori közreműködője. Tárlatnyitók, könyvbemutatók, irodalmi estek aktív részvevője. Romániai Írószövetség tagja 2019-től.
Számos antológiában, tanulmánykötetben, művészeti és fotóalbumban olvashatók írásai, bevezető esszéi. Több, mint harminc könyve jelent meg, irodalomtörténeti, képzőművészeti, színházi kötetek, antológiák szerzője, szerkesztője. Munkásságáért számos rangos díjat és elismerést kapott.

## Köteteiből, munkáiból

### Szerzőként jegyzett kötetei
- Helikoni arcképcsarnok I-II. Emlékkönyv (Hunyadi László szobrászművész plakettjeivel). Impress Kiadó, Marosvásárhely, 1997[1]
- Műterem. Beszélgetés huszonegy Maros megyei képzőművésszel. Impress Kiadó, Marosvásárhely, 1998[2]
- Műterem. Beszélgetés huszonegy erdélyi képzőművésszel. Impress Kiadó, Marosvásárhely, 1999
- Az örökifjú Ariel. 50 éves a Marosvásárhelyi Bábszínház. Ariel Ifjúsági és Gyermekszínház, Marosvásárhely, 1999
- Bábel Amerikában. Tengerentúli naplójegyzetek. Impress Kiadó, Marosvásárhely, 2000[2]
- Múzsák fellegvára. Marosvásárhely. Biró Family Könyvkiadó, Budapest, 2000
- Volt jövőkbe nézve. Válogatás a Múzsa irodalmi anyagából (1991–2001). Impress Kiadó, Marosvásárhely, 2001
- Simon Endre. Kismonográfia. Műterem sorozat. Pallas-Akadémia Könyvkiadó, Csíkszereda, 2002
- Műterem. Beszélgetés huszonkét elszármazott erdélyi képzőművésszel. Impress Kiadó, Marosvásárhely, 2003[3]
- Maszelka János. Kismonográfia. Műterem sorozat. Pallas-Akadémia Könyvkiadó. Csíkszereda, 2004
- Gyarmathy János. Kismonográfia. Műterem sorozat. Pallas-Akadémia Könyvkiadó, Csíkszereda, 2004
- Kedei Zoltán. Mentor Művészeti Monográfiák. Mentor Könyvkiadó, Marosvásárhely, 2004
- Hunyadi Mária. Kismonográfia. Műterem sorozat. Pallas-Akadémia Könyvkiadó, Csíkszereda, 2005
- Aki a könyveknek szolgál. A Tőzsér-postától a Pallas-Akadémiáig. Alutus Könyvkiadó, Csíkszereda, 2005
- Kiss Levente. Kismonográfia. Műterem sorozat. Pallas-Akadémia Könyvkiadó, Csíkszereda, 2006
- Hunyadi László művészete. Erdély kulturális öröksége (Tarjányi Józseffel együtt). Közdok Kiadó, Budapest, 2006
- Míg a magnó összekapcsolt. Interjúk, beszélgetések. Pallas-Akadémia Könyvkiadó, Csíkszereda, 2006
- Szabó Duci. Életinterjú. Polis Könyvkiadó, Kolozsvár, 2007
- Születésnapi idővallató. Kozma Mária 60. születésnapjára. Pallas-Akadémia Könyvkiadó, Csíkszereda, 2008
- Bocskay Vince. Kismonográfia. Műterem sorozat. Pallas-Akadémia Könyvkiadó, Csíkszereda, 2008
- Galéria a Bernády Házban. Dr. Bernády György Közművelődési Alapítvány, Marosvásárhely, 2009
- Vadárvácska. A művésztelep 5 éve. Pallas-Akadémia Könyvkiadó, Csíkszereda, 2009
- Gyarmathy János. Mentor Művészeti Monográfiák. Mentor Kiadó, Marosvásárhely, 2010
- Bandi Kati. Kismonográfia. Műterem sorozat. Pallas-Akadémia Könyvkiadó, Csíkszereda, 2010
- Farkas Ibolya. Beszélgetőkönyv. Prospero könyvek. Korunk – Komp-Press Könyvek, Kolozsvár, 2011
- Kuti Dénes. Kismonográfia. Műterem sorozat. Pallas-Akadémia Könyvkiadó, Csíkszereda, 2012
- Bálint Károly. Élet-Jelek. Pallas-Akadémia Könyvkiadó, Csíkszereda, 2012
- Kolozsvári Puskás Sándor. Élet-Jelek. Pallas-Akadémia Könyvkiadó, Csíkszereda, 2013
- Vida Árpád. Katalógus. Maros Megyei Múzeum, Marosvásárhely, 2014
- Galéria a Bernády Házban 2. Dr. Bernády György Közművelődési Alapítvány, Marosvásárhely, 2015
- Fényt adott, fényt kapott. Márton Áron. Az emberkatedrális. A XI. Vadárvácska művésztelep alkotásaiból. F.– F. International Kft. Kiadó, Gyergyószentmiklós, 2015
- Orth István. Pallas-Akadémia, Csíkszereda, 2016 (Élet-jelek)
- FeleMás. Publicisztikai írások. Lector Kiadó, Marosvásárhely, 2018
- Kiss Levente. F&F International, Gyergyószentmiklós, 2019
- Szemben ülünk, beszélgetünk. Interjúk; Lector–Dr. Bernády György Közművelődési Alapítvány, Marosvásárhely, 2021
- Galéria a Bernády Házban 3. Dr. Bernády György Közművelődési Alapítvány, Marosvásárhely, 2022
- Török Levente. Kismonográfia. byART könyvek, Budapest, 2023
- Azért van a világon – Beszélgetőkönyv a 80 éves Nagy Miklós Kunddal – Demény Péter. Ábel Kiadó, Kolozsvár, 2023

### Fontosabb esszék, tanulmányok, előszók, interjúk, más írások saját és más szerkesztésű könyvekben, antológiákban
- Támadás a székház ellen. Fehér könyv. Az 1990. március 19. és 20-i események Marosvásárhelyen, Püski Kiadó, Budapest, 1991. Bővített 2. kiadás, Marosvásárhely, 2015
- Szól a rádió. A Marosvásárhelyi Rádió 40 éve. Pallas-Akadémia Könyvkiadó, Csíkszereda, 1998
- Bernády György emlékezete. Impress Kiadó, Marosvásárhely, 1999
- A Mecénás. Kemény János és a Helikon (Az író halálának 30. évfordulójára). Helikon-Kemény János Alapítvány, Marosvásárhely, 2001
- Megtartó másság – Tuenda alteritas – Interetnica în metafore și imagini. Dr. Bernády György Közművelődési Alapítvány, Marosvásárhely, 2002
- Látvány és gondolat – a Bolyaiak a képzőművészetben. A tér úttörője. Bolyai János emlékév. Marosvásárhely 2002. Mentor Könyvkiadó, Marosvásárhely, 2003
- Vers, bonts vitorlát! Poesia, apri la vela! Kovács András Ferenc. Torony és tövis. Torre e spina. Albino Comelli. Tempo és amore. Idő és szerelem. L’Autore Libri Firenze, 2006
- Bernády György emlékiratok. Dr. Bernády György Közművelődési Alapítvány, Marosvásárhely, 2007
- „Vásárhelynek lelke van”. Magyar irodalmi élet a két világháború közötti Marosvásárhelyen. Marosvásárhely történetéből 2. Mentor Könyvkiadó, Marosvásárhely, 2007
- Bolyai Alkotótábor – Marosvásárhely. Erdélyi Magyar Műszaki Társaság Marosvásárhelyi Fiókja, 2007
- Arcok és azonosságok a változó időben. Datu Victor. MasterDruck, Marosvásárhely, 2007
- A tetten ért idő. Xantus. Égi dimenziók. Tipographic Kiadó, Csíkszereda, 2008
- Marosvásárhelyi Városháza. Dr. Bernády György Közművelődési Alapítvány, Marosvásárhely, 2008
- Bernády György és kora. Katalógus. Maros Megyei Múzeum. Bernády Gyűjtemény. Művészetmalom. Szentendre, 2007. október 20. – 2008. február 17.
- „Lappangva mészben, szétmaró időkben”. Bálint Zsigmond. Dacolva sorssal, idővel. Maros megyei műemléktemplomok és templombelsők. Dr. Bernády György Közművelődési Alapítvány, Marosvásárhely, 2010
- 800 év Isten kezében. A Vadárvácska művésztelep alkotásaiból. Gyergyóalfalu, 2013
- Félévszázad tollal, mikrofonnal. Székely Ferenc. A szülőföld ölében. Beszélgetés tíz magyar íróval. Üveghegy Kiadó, Százhalombatta, 2014
- Balázs József arcképcsarnoka. A lélek tükrei. F.-F. International kft. Gyergyószentmiklós, 2014
- Köznapok megosztott szépsége. Török Gáspár EFIAP. Vallomások képekben. Marosvásárhely, 2014
- Önerőből, szakadatlanul. Marx József fotóklub. Marosvásárhely, 2015
- Én és a kabaré. Dalparódiák. Csujogatók. 25 maradhat? A Gruppen-hecc kabarétársulat első 25 éve. Székely Szabó Zoltán, Marosvásárhely, 2015
- Szervátiusz Jenő-díjasok kiállítása. Katalógus. BCsíki Székely Múzeum - Műcsarnok Budapest, 2023

### Műfordítások
- Hagyomány, avantgárd, modernizmus (Tradiție, avantgardă, modernism). Marosvásárhelyi Művészeti Múzeum, Marosvásárhely, 2011 – román-magyar fordítás
- Tabăra de creație Bolyai din Tg. Mureș. Pod spiritual durat în spațiu și timp (A marosvásárhelyi Bolyai Alkotótábor. Szellemi híd a tér és idő dimenziójában). Repere ale artei plastice mureșene. ANSID Kiadó, Marosvásárhely, 2006 – magyar-román fordítás
- Nostalgii renăscute prin arta naivă mureșeană (Időutazás naivokkal). Ilarie Gh. Opriș, Vasile Mureșan. Arta naivă. Județul Mureș 1970–2012. Editura Nico, Tg. Mureș, 2012 – magyar-román fordítás

## Díjak, kitüntetések, elismerések
- Népújság Nívódíj, 1994
- MÚRE Nívódíj, 2004[4]
- Pro Libro Senator – a Maros Megyei Könyvtár kiválósági díja, 2008
- Felfalusi Fibula (Fibula de la Suseni) – Maros megye kiválósági díja, 2010
- Pro Cultura Hungarica díj, 2013[5]
- Maros Megyei EMKE életműdíja, 2013[6]
- Reményik Sándor-díj, 2015[7]
- Bernády György-emlékplakett, 2015[8]
- Spectator-díj (EMKE), 2017[9]
- Szervátiusz-díj 2019 [10]
- MÚRE Életműdíj, 2022[11]
- Bálint András-díj, 2023[12]